# Суперкубок Англии по футболу 2016
Суперкубок Англии по футболу 2016 (англ. 2016 FA Community Shield) — 94-й розыгрыш Суперкубка Англии, ежегодного футбольного матча, в котором встречаются чемпионы Премьер-лиги и обладатели Кубка Англии предыдущего сезона. Матч состоялся 7 августа 2016 года на стадионе «Уэмбли» в Лондоне. В нём встретились победитель Премьер-лиги сезона 2015/16 «Лестер Сити» и обладатель Кубка Англии сезона 2015/16 «Манчестер Юнайтед». Победу в матче одержал «Манчестер Юнайтед» со счётом 1:2.

## Перед матчем
«Лестер Сити» получил право на участие в Суперкубке, став победителем Премьер-лиги сезона 2015/16, после того как лондонский «Тоттенхэм Хотспур» сыграл вничью с «Челси» в дерби и потерял шансы настигнуть «Лестер» в турнирной таблице. Таким образом, «Лестер Сити» получил возможность второй раз в своей истории сыграть в матче на Суперкубок после розыгрыша 1971 года, в котором «лисы» одержали победу над «Ливерпулем». «Манчестер Юнайтед» стал победителем Кубка Англии сезона 2015/16, одолев в финале лондонский «Кристал Пэлас». Для «красных дьяволов» это 30 матч на Суперкубок, в которых «Манчестер Юнайтед» одержал 20 побед, завоевав последний трофей в матче против «Уиган Атлетик» в розыгрыше 2013 года.
В межсезонье у команд произошли изменения в составе клуба. Голландский специалист Луи ван Гал, приведший «Манчестер Юнайтед» к победе в Кубке Англии, покинул пост главного тренера команды. Ему на смену был назначен португальский специалист Жозе Моуринью, находившийся до назначения без тренерской работы после увольнения из «Челси». В межсезонье «красных дьяволов» покинуло несколько игроков резервного состава, при этом «Манчестер Юнайтед» подписал троих новых игроков — защитника Эрика Байи, нападающего Златана Ибрагимовича и атакующего полузащитника Генриха Мхитаряна.
«Лестер Сити» в межсезонье сумел сохранить своих лидеров атаки, проявивших себя в чемпионате — лучшего бомбардира команды Джейми Варди и лучшего ассистента Рияда Махреза, несмотря на интерес к ним со стороны лондонского «Арсенала». Кроме того, «лисы» усилились нападающими Раулем Уче и Ахмедом Мусой, атакующим полузащитником Бартошем Капусткой, защитниками Нампали Менди и Луисом Эрнандесом, а также вратарём Рон-Робертом Цилером. Впрочем, в трансферное окно команду покинули основной опорный полузащитник команды Н’Голо Канте, перешедший в «Челси», а также несколько резервистов.

## Отчёт о матче
| Лестер Сити | 1:2     | Манчестер Юнайтед             |
| ----------- | ------- | ----------------------------- |
| Варди 52′   | (отчёт) | Лингард 32′ · Ибрагимович 83′ |

| Лестер Сити | Манчестер Юнайтед |

| GK              | 1  | Каспер Шмейхель  |     |     |
| RB              | 17 | Дэнни Симпсон    | 40' | 63' |
| CB              | 6  | Роберт Хут       |     | 89' |
| CB              | 5  | Уэс Морган (к)   |     |     |
| LB              | 28 | Кристиан Фукс    |     | 80' |
| RM              | 26 | Рияд Махрез      |     |     |
| CM              | 10 | Энди Кинг        | 55' | 62' |
| CM              | 4  | Дэнни Дринкуотер |     |     |
| LM              | 11 | Марк Олбрайтон   |     | 46' |
| CF              | 20 | Синдзи Окадзаки  |     | 46' |
| CF              | 9  | Джейми Варди     | 75' |     |
| Запасные:       |    |                  |     |     |
| GK              | 21 | Рон-Роберт Цилер |     |     |
| DF              | 2  | Луис Эрнандес    |     | 63' |
| DF              | 15 | Джеффри Шлупп    |     | 80' |
| MF              | 22 | Демарай Грэй     |     | 46' |
| MF              | 24 | Нампали Менди    |     | 62' |
| FW              | 7  | Ахмед Муса       |     | 46' |
| FW              | 23 | Леонардо Ульоа   |     | 89' |
| Главный тренер: |    |                  |     |     |
| Клаудио Раньери |    |                  |     |     |

| GK              | 1  | Давид де Хеа       |     |           |
| RB              | 25 | Антонио Валенсия   |     |           |
| CB              | 3  | Эрик Байи          | 71' |           |
| CB              | 17 | Дейли Блинд        |     |           |
| LB              | 23 | Люк Шоу            |     | 69'       |
| CM              | 16 | Майкл Каррик       |     | 61'       |
| CM              | 27 | Маруан Феллайни    |     |           |
| RW              | 14 | Джесси Лингард     |     | 63'       |
| AM              | 10 | Уэйн Руни (к)      |     | 87'       |
| LW              | 11 | Антони Марсьяль    |     | 70'       |
| CF              | 9  | Златан Ибрагимович |     |           |
| Запасные:       |    |                    |     |           |
| GK              | 20 | Серхио Ромеро      |     |           |
| DF              | 5  | Маркос Рохо        |     | 69'       |
| MF              | 8  | Хуан Мата          |     | 63' 90+3' |
| MF              | 21 | Андер Эррера       |     | 61'       |
| MF              | 22 | Генрих Мхитарян    |     | 90+3'     |
| MF              | 28 | Морган Шнедерлен   |     | 87'       |
| FW              | 19 | Маркус Рашфорд     |     | 70'       |
| Главный тренер: |    |                    |     |           |
| Жозе Моуринью   |    |                    |     |           |

| Расшифровка позиций: |
| --- |
| GK — Goalkeaper — Вратарь RB — Right Back — Правый защитник СВ — Central Back — Центральный защитник LB — Left Back — Левый защитник RM — Right Midfielder — Правый полузащитник CM — Central Midfielder — Центральный полузащитник LM — Left Midfielder — Левый полузащитник RW — Right Winger — Правый вингер/нападающий AM — Attacking Midfielder — Атакующий полузащитник LW — Left Winger — Левый вингер/нападающий CF — Central Forward — Центральный нападающий DF — Defender — Защитник MF — Midfielder — Полузащитник FW — Forward — Нападающий |

| Игрок матча: Эрик Байи (Манчестер Юнайтед) Помощники судьи: Стивен Чайлд (Кент) Ли Беттс (Норфорлк) Четвёртый судья: Роберт Мэдли (Уэст-Йоркшир) | Регламент матча: - 90 минут. - Послематчевые пенальти в случае необходимости. - Семь запасных, максимальное количество замен — шесть. |

## После матча
После окончания матча состоялась церемония награждения участников встречи. Футболисты и главный тренер «Лестер Сити» получили памятные медали, а футболисты и главный тренер «Манчестер Юнайтед» — медали победителей и непосредственно сам трофей. На послематчевой пресс-конференции главный тренер «Манчестер Юнайтед» заявил, что хотел бы посвятить свой первый трофей в клубе предыдущему главному тренеру — Луи ван Галу, а также семи игрокам, которые готовились к участию в матче, но были исключены из заявки из-за ограничения на количество игроков.